# Кухня Малаві
Кухня Малаві включає в себе продукти та кулінарні практики Малаві. Чай і риба є популярними стравами малавійської кухні. Цукор, кава, кукурудза, картопля, сорго, велика рогата худоба та кози також є важливими складовими кухні та економіки.
Ньяса є джерелом риби, зокрема чамбо (схожий на ляща), усіпа (схожий на сардину), пасу (схожий на лосося) і кампанго.
Нсіма — це основна страва з меленої кукурудзи, яку подають з гарнірами з м'яса, бобів та овочів. Її можна їсти на обід і вечерю.
До найпопулярніших страв малавійської кухні входять:
- Качумбарі - різновид салату з помідорів і цибулі, відомий у Малаві під назвою «суму» або «шум», або просто «салат з помідорів і цибулі».
- Тобва — ферментований напій з білої кукурудзи та проса або сорго.
- Кондоволе - приготоване з маніокового борошна та води[2][3]. Він походить з північної частини Малаві і є дуже липкою стравою, що нагадує малавійську нсіму, танзанійську угалі або угандійську пошо. Зазвичай кондоволе їдять з рибою.
- Футалі
- Нточі — банановий хліб

Розташування Малаві
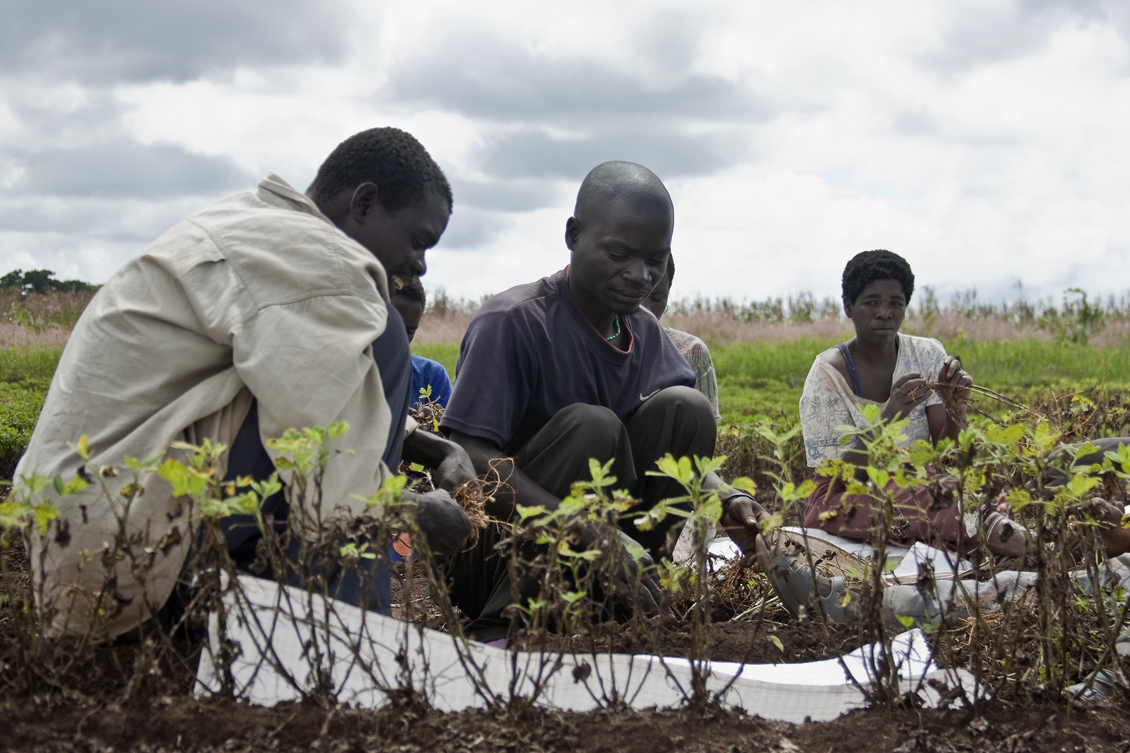
Збір врожаю арахісу на сільськогосподарській дослідницькій станції в Малаві
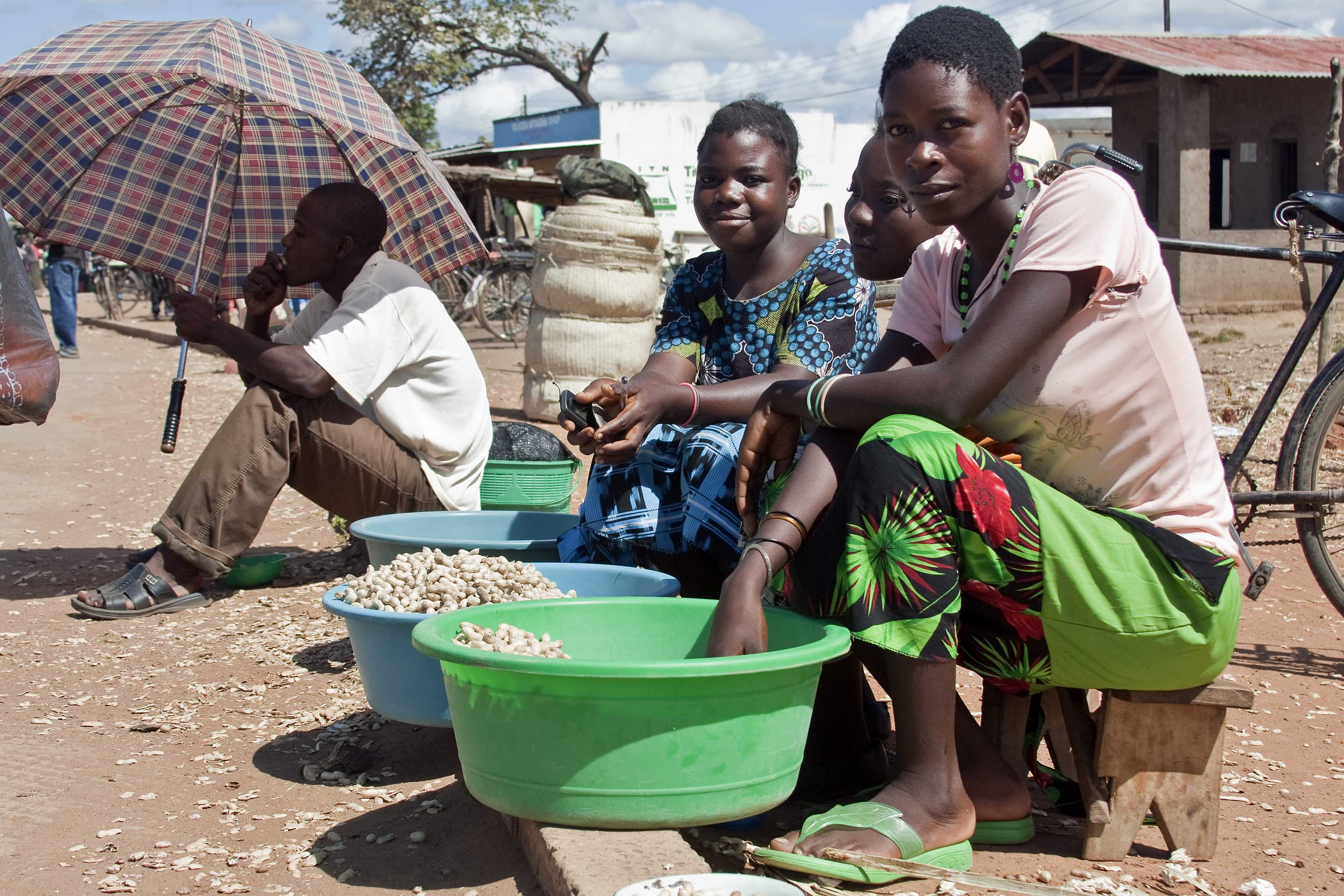
Жінки в районі Саліма, Малаві, продають арахіс
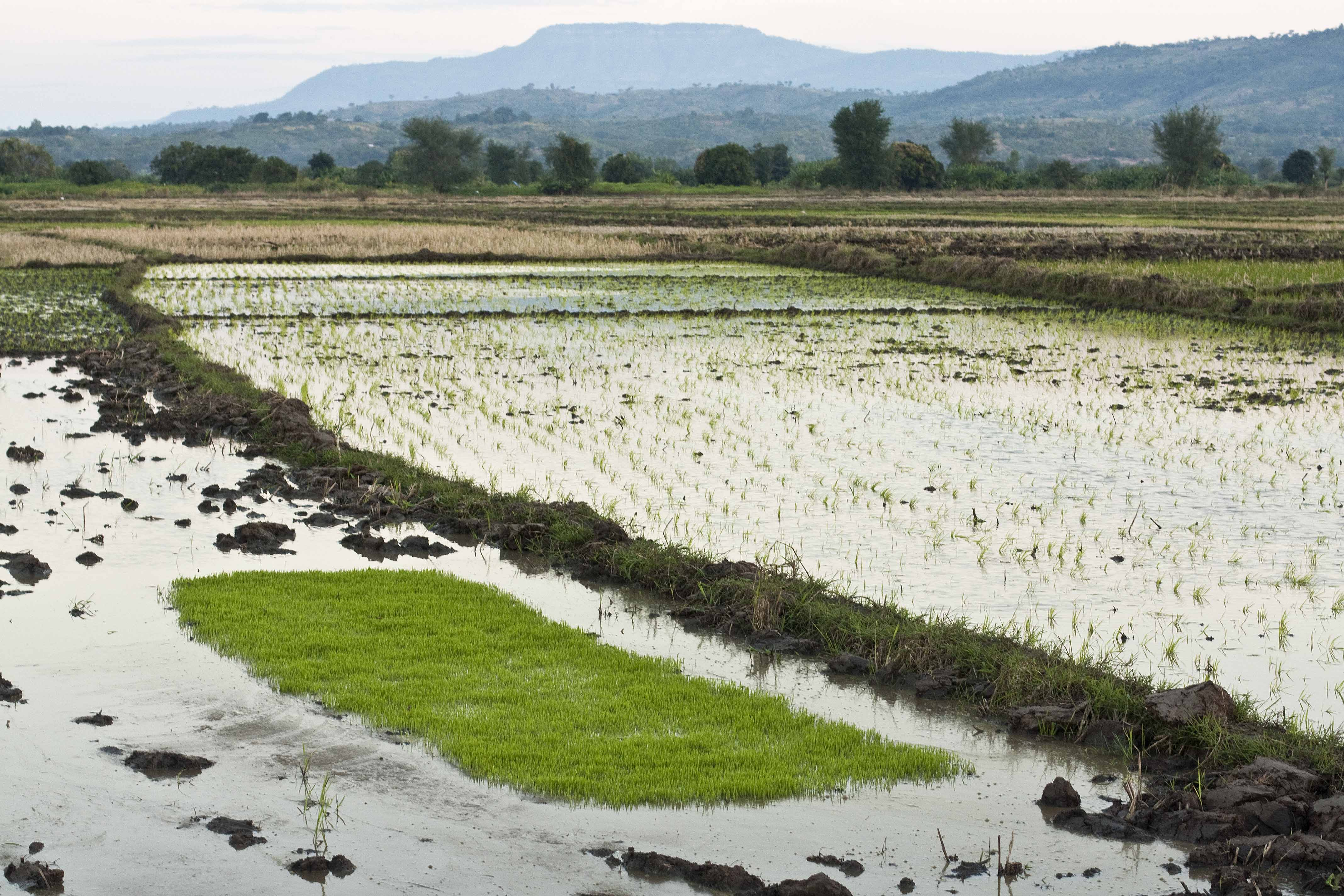
Рисові поля в Каронзі
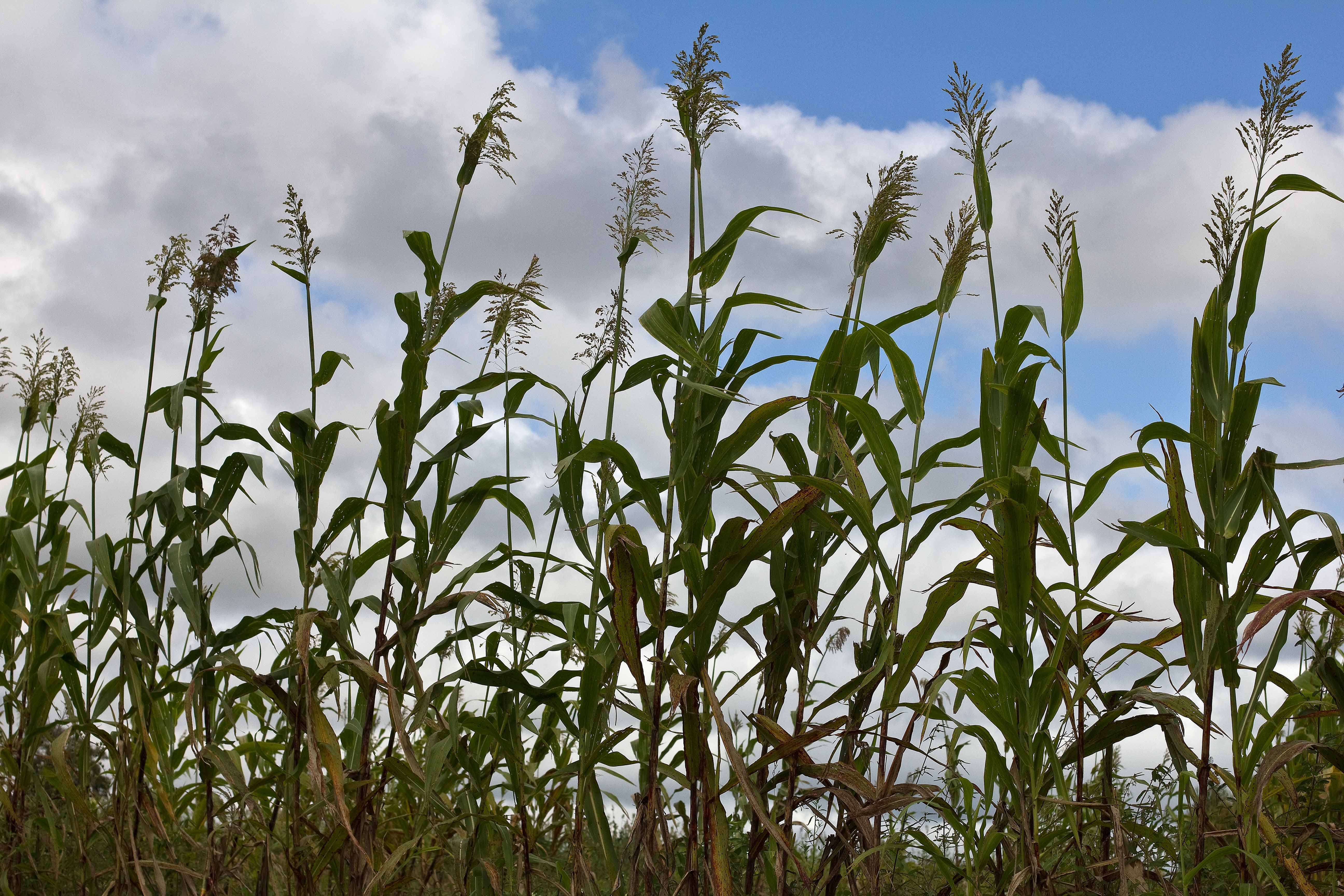
Місцевий малавійський сорт сорго